# Mursier
Mursierne er et nomadefolk, der lever ved Omo-dalen i det sydvestlige Etiopien, tæt ved grænsen til Sudan. Som de lever, omgivet af bjerge og tre floder, er mursiernes område et af de mest isolerede i landet. Der er ca. 5000 mursier tilbage. Mursierne har deres eget sprog, og kun få er fortrolige med amharisk, Etiopiens officielle sprog. De fleste Mursier er animister, dog er ca. 15% kristne. De lever af landbrug.
Mursierne er kendt for deres enestående kropsdekorationer med træ- eller lerplader indsat i øreflipper og læber (deraf betegnelsen tallerkenfolket) – jo større plader jo mere attraktivt. Disse kropsdekorationer, som for udenforstående kan virke temmelig bizare, er for mursierne et tegn på skønhed. På bestemte tider af året udfoldes nogle dramatiske traditionelle ceremonier, hvor specielt de unge mænd kæmper om pigernes gunst. Ca. 6 måneder før kvinderne skal giftes, laves et lille snit for at løsne underlæben. Der sættes nu større og større lerplader i for at udvide hullet ved læben, der til sidst – uden lerpladen – blot hænger som en tyk elastik. Jo større plade, jo mere kvæg skal kvindens familie have i brudepenge.